# 公曉
公曉（日语：くぎょう、こうきょう、1200年—1219年2月13日）是鎌倉時代前期的僧侶。鎌倉幕府2代將軍源賴家之次男。母是足助重長女（源為朝孫女）。一幡是異母兄、榮實、禪曉是異母弟、竹御所是異母妹。幼名善哉。

## 生涯

### 出家
父親將軍賴家在建仁3年（1203年）9月的比企能員之變被逐出鎌倉，翌年被北條氏的刺客暗殺。建永元年（1206年），受祖母尼御台北條政子的指示，成為叔父3代將軍源實朝的猶子。建曆元年（1211年），在鶴岡八幡宮寺別當定曉之下出家，接受公曉的法名。在園城寺作為公胤的門弟入室，成為叔父貞曉的受法弟子。建保5年（1217年），返回鎌倉，因政子之意，就任鶴岡八幡宮寺別當。

### 實朝暗殺

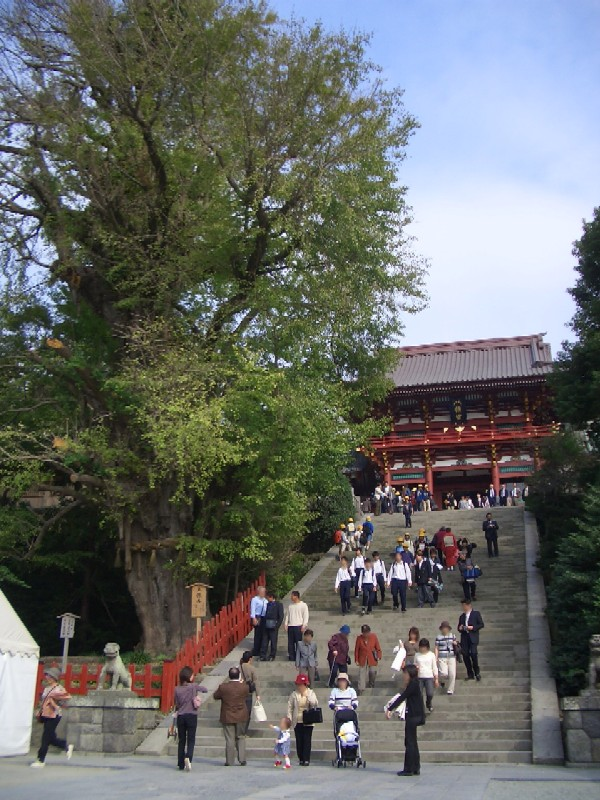
傳說「公曉躲藏的銀杏」的鶴岡八幡宮銀杏（倒壞前）

建保7年（1219年）1月27日，實朝因右大臣拜賀而参詣鶴岡八幡宮。夜晚参拜終了，下石段後，在公卿們的面前，被戴著頭巾的公曉襲擊，斬首。同行的源仲章被公曉誤認為北條義時，也被斬殺，公曉從八幡宮的石段上大聲說「吾乃八幡宮別當阿闍梨，公曉。已報父仇！」，然後離開現場。
公曉伐取實朝首級，回到雪之下北谷的後見者備中阿闍梨宅，通知乳母之夫三浦義村「自己是東國的大將軍」。義村假裝歸順，並將此事告知北條義時，公曉就在前往義村宅的途中被長尾定景所殺。享年20。
公曉犯行的背後有北條氏的源氏討滅黑幕說、三浦義村（三浦氏）的北條打倒黑幕說、後鳥羽上皇的幕府崩壞黑幕說、公曉單獨犯行說，但是，皆無確證。

## 關連項目
- 吾妻鏡
- 愚管抄

## 外部連結
- 實朝さんの二つの供養塔が語るもの （页面存档备份，存于）
- 金剛地の由緒